# Caroline Dawson
Pour les articles homonymes, voir Dawson.
Caroline Dawson, née le 12 décembre 1979 à Viña del Mar (Chili) et morte le 19 mai 2024, est une autrice québécoise, sociologue et  professeure au niveau collégial.

## Biographie

### Naissance et formation
Caroline Dawson naît le 12 décembre 1979 à Viña del Mar au Chili. Elle a deux frères : Jimmy, son aîné de sept ans et Nicholas, son cadet de trois ans. Nicholas Dawson est également auteur et directeur littéraire aux éditions Triptyque depuis 2016.
La famille Dawson demande l'asile politique au Canada et s'installe au Québec en 1986 alors que le Chili vit sous la dictature de Pinochet (1973-1990),,. Caroline Dawson a sept ans en arrivant à Montréal.
Ses années d'études supérieures sont marquées d'un parcours militant et d'une implication politique au sein de sa communauté universitaire. En 2003, Caroline Dawson ainsi que ses collègues et amis mettent au jour une mauvaise entente d'exclusivité entre l'Université de Montréal et le géant Pepsi où est mêlée la FAÉCUM.
Elle obtient en 2005 sa maîtrise en sociologie de l'Université de Montréal, dont le mémoire porte sur le rapport au travail de la génération numérique dans un monde du travail en mutation économique.

### Carrière et activités d'écriture
En 2004, elle publie, sous la direction du professeur de sociologie de l'Université de Montréal et de ses collègues étudiants, un article intitulé « Génération numérique et nouvelle économie » dans une revue appartenant aujourd'hui aux Éditions Presses de Sciences Po. L'article est une analyse de l'insertion des jeunes socialement et professionnellement dans une société où la « culture Internet » est de plus en plus prisée.
Caroline Dawson commence en 2006 à enseigner la sociologie au Cégep Édouard-Montpetit à Longueuil,.
En 2007, Dawson contribue à la publication d'un article dans Éducation et sociétés portant sur le regard des dirigeants des études collégiales et supérieures sur la question des nouvelles technologies de l'information et de la communication.
Là où je me terre, paru en novembre 2020, est le premier roman de Caroline Dawson. Ce roman d'autofiction, publié aux Éditions du remue-ménage, dépeint le parcours de réfugiée vécu par une fillette de 7 ans. Le livre se vend à plusieurs milliers d'exemplaires, est finaliste au Prix des libraires du Québec et remporte le Prix littéraire des collégiens. Le premier ministre du Québec, François Legault, en fait l'éloge au mois de mars 2021 sur sa page Facebook. Les fragments du quotidien racontés par Dawson dépeignent la réalité terre à terre des immigrés. Loin d'être une épopée, c'est un quotidien plein d'embûches qui attend la famille Dawson, une histoire « silencieuse ». Les thématiques dominantes du roman sont l'identité, la double appartenance culturelle et l'importance de la langue. Enfin, il s'agit d'un roman féministe qui raconte l'expérience de l'immigration du point de vue féminin, d'une mère immigrante dévouée et travailleuse pour donner une vie meilleure à ses enfants. Le livre est disponible en version audio.
Trois ans après la publication de son premier roman paraît son premier recueil de poésie intitulé Ce qui est tu. Cet ouvrage de poésie paru en 2023 a des affinités avec le récit. Il aborde la question de l’exil et du racisme, mais aussi de la honte. Dans ce livre, Dawson raconte son parcours et ses origines à son fils, qui a environ le même âge qu'elle avait lors de son immigration du Chili au Canada.
En 2024, elle fait paraître le livre pour enfants Partir de loin illustré par Maurèen Poignonec. L'ouvrage tente d'expliquer, avec humour, la réalité de l'immigration du point de vue d'une enfant.
Le 14 mai 2024, Radio-Canada annonce la création du Prix Radio-Canada Caroline-Dawson qui récompense un roman ou un essai publié en français par une écrivaine ou un écrivain émergent, issu de la diversité et vivant au Canada. Le prix est assorti d'une bourse de 2 000 $.

### Engagement social et politique
Les vues politiques de Caroline Dawson sont majoritairement de gauche : « enjeux environnementaux (la lutte contre les changements climatiques), sociaux (la lutte contre la pauvreté, pour l'égalité des chances, pour la justice), économiques (la redistribution de la richesse, le développement durable) et politiques (l'indépendance du Québec).»
Elle occupe une place dans l'espace public en s'exprimant dans les médias sur divers sujets sociaux et politiques. Par exemple, en 2021, Dawson et Marcoux-Moisan publient dans Le Devoir une lettre contre la hausse de la contribution étudiante, expliquant l'inégalité qu'une telle augmentation provoque, favorisant les classes sociales nanties : « plus on vient d'un milieu favorisé, plus les chances sont grandes que l'on fasse sien le ''choix'' de s'orienter vers la sphère universitaire, car cela garantira la perpétuation de notre classe sociale d'origine.» Tandis qu'en 2021, elle s'exprime sur les dommages de la pandémie sur le « rôle des femmes dans la société et l'accroissement des inégalités.»
Après la naissance de son deuxième enfant, Dawson fait don de son lait maternel à Héma-Québec, afin d'aider les femmes qui ne peuvent produire du lait pour leurs bébés prématurés.

### Santé et mort
C'est en 2021 que Caroline Dawson reçoit un diagnostic de cancer, un ostéosarcome, c'est-à-dire un cancer des os. Elle doit subir plusieurs traitements de chimiothérapie. En 2023, après une hospitalisation, elle fait part de sa difficulté à vivre la solitude qui vient avec la maladie. La maladie persiste, alors Caroline Dawson doit suivre un traitement d'immunothérapie. Le 19 mai 2024, elle meurt des suites de ce cancer.

## Œuvres

### Roman
- Là où je me terreLà où je me terre, Montréal, Les Éditions du remue-ménage, 2020, 208 p. (ISBN 978-2-89091-719-4)

### Poésie
- Ce qui est tu, Montréal, Triptyque, 2023, 96 p. (ISBN 978-2-89801-190-0)

### Littérature jeunesse
- Caroline Dawson (ill. Maurèen Poignonec), Partir de loin, Montréal, Les Éditions de La Bagnole, 2024, 32 p. (ISBN 9782897148645)

### Ouvrages collectifs
- « Despacito », dans Libérer la culotte (sous la direction de Geneviève Morand et Natalie-Ann Roy), Montréal, Éditions du remue-ménage, 2021, p. 109-117.  (ISBN 978-2-89091-746-0)
- « Herbes folles », dans Self-care (sous la direction de Nicholas Dawson), Montréal, Hamac, 2021, p.103-114.  (ISBN 9782925087496)
- « Le repli », dans Aller simple = Sin retorno / collectif ; avec des textes de María Graciela Bastardo [et huit autres], Montréal, Urubu, coll. bilingue, 2021, p. 116-135. (ISBN 9782924560037)

### Autres publications
- « À une écrivaine pas encore morte : lettre à Jennifer Bélanger », dans Mœbius (numéro 176), Montréal, 2023, p.141-147  (ISBN 9782924781463)

## Prix et honneurs
- 2021 : Finaliste du Prix des libraires du Québec, catégorie Roman-Nouvelles-Récit pour Là où je me terre[25]
- 2021 : Finaliste au Combat national des livres de Radio-Canada[26]
- 2022 : Lauréat du Prix AIEQ (Association Internationale des Études Québécoises)[26]
- 2022 : Lauréate du Prix littéraire des collégiens pour Là où je me terre[27]